# Calabasas
Calabasas – miasto w hrabstwie Los Angeles w Kalifornii. W 2010 było zamieszkiwane przez 23 058 osób.

## Etymologia nazwy
Nazwa Calabasas pochodzi prawdopodobnie od hiszpańskiego calabaza (dynia, kabaczek bądź tykwa) lub angielskiego słowa calabash również oznaczającego tykwę. W Calabasas jest organizowany Pumpkin Festival odbywający się w październiku w celu uhonorowania dyni, od której przypuszczalnie pochodzi nazwa.

## Gospodarka
Według sprawozdania finansowego miasta z 2009 głównymi pracodawcami w Calabasas są:
- Las Virgenes Unified School District (1672 zatrudnionych)
- Countrywide Home Loans, Inc. (700 zatrudnionych)
- Cheesecake Factory, Inc. (640 zatrudnionych)
- Alcatel Internetworking, Inc. (373 zatrudnionych)
- Sedgwick Claims Management (350 zatrudnionych)
- Viewpoint Education Foundation (275 zatrudnionych)
- Spirent Communications (210 zatrudnionych)
- City of Calabasas (199 zatrudnionych)
- Informa Research Services, Inc. (173 zatrudnionych)
- Valley Crest Co. (160 zatrudnionych)

## Transport publiczny
W mieście jeżdżą autobusy i trambusy.

## Imprezy cykliczne
- Eggstravaganza[7]
- Calabasas Arts Festival[8]
- 4th of July Fireworks Spectacular[9]

## Ludzie
W Calabasas zamieszkali m.in.: Kanye West, Will Smith, Justin Bieber, Gary Sinise, Nikki Sixx, Kim Kardashian, Kourtney Kardashian – celebrytka, modelka, biznesmenka, osobowość telewizyjna, The Kardashians, Rebecca Romijn, Jerry O’Connell, Kendra Wilkinson, Drake, Jennifer Lopez, Ozzy Osbourne, Dwayne Johnson, Sean Astin, Dylan i Cole Sprouse, Selena Gomez, Kylie Jenner, Jeffree Star.